# Martin Ritt
Martin Ritt, född 2 mars 1914 i New York, död 8 december 1990 i Santa Monica, Kalifornien, var en amerikansk regissör och skådespelare, verksam inom både film och teater. Bland de filmer Ritt regisserade märks Lång, het sommar (1958), Den svarta orkidén (1958), Paris Blues (1961), Ung mans äventyr (1962), Vildast av dem alla (1963), Skändaren (1964), Spionen som kom in från kylan (1965), Hombre (1967), Det stora vita hoppet (1970), Sounder (1972), Conrack (1974), Norma Rae (1979), Cross Creek (1983), Murphys romans (1985), Berättelsen om Claudia (1987) och Stanley & Iris (1990).

## Filmografi i urval
- 1957 – Ingen undkommer
- 1958 – Lång, het sommar
- 1958 – Den svarta orkidén
- 1961 – Paris Blues
- 1962 – Ung mans äventyr
- 1963 – Vildast av dem alla
- 1964 – Skändaren
- 1965 – Spionen som kom in från kylan
- 1967 – Hombre
- 1970 – Helvetets förgård
- 1970 – Det stora vita hoppet
- 1972 – Sounder
- 1974 – Conrack
- 1976 – Aldrig i livet
- 1979 – Norma Rae
- 1983 – Cross Creek
- 1985 – Murphys romans
- 1987 – Berättelsen om Claudia
- 1990 – Stanley & Iris